# Bad Kösen
Bad Kösen  è una frazione di 5 360 abitanti della città tedesca di Naumburg, situata nel land della Sassonia-Anhalt.
Fino al 31 dicembre 2009 ha costituito un comune autonomo.